# Carambar
Carambar est la marque commerciale d'un caramel mou, originellement fait de caramel et de cacao, d'une longueur de six centimètres pour une masse de six grammes ; à ses débuts, cette confiserie mesurait 5 centimètres pour 5,5 grammes. Son nom est un mot-valise composé de « caramel » et « barre ». À l'intérieur de chaque emballage est imprimé un « trait d'humour » destiné aux enfants.
Créé par l'entreprise Delespaul en 1954 à Marcq-en-Barœul (Nord), Carambar a successivement appartenu à la Générale Alimentaire, à la Générale Occidentale, à BSN — devenu Danone —, Cadbury, puis à Mondelēz International à l'issue d'une scission de l'américain Kraft Foods. À la suite de la demande de revente de Mondelez, le fonds de pension français Eurazeo reprend la marque en 2017 qu'il regroupe avec d'autres marques de confiserie dans le groupe Carambar & Co.
Principalement diffusé en France, environ un milliard d'unités de ces confiseries sont consommées chaque année. 

## Histoire

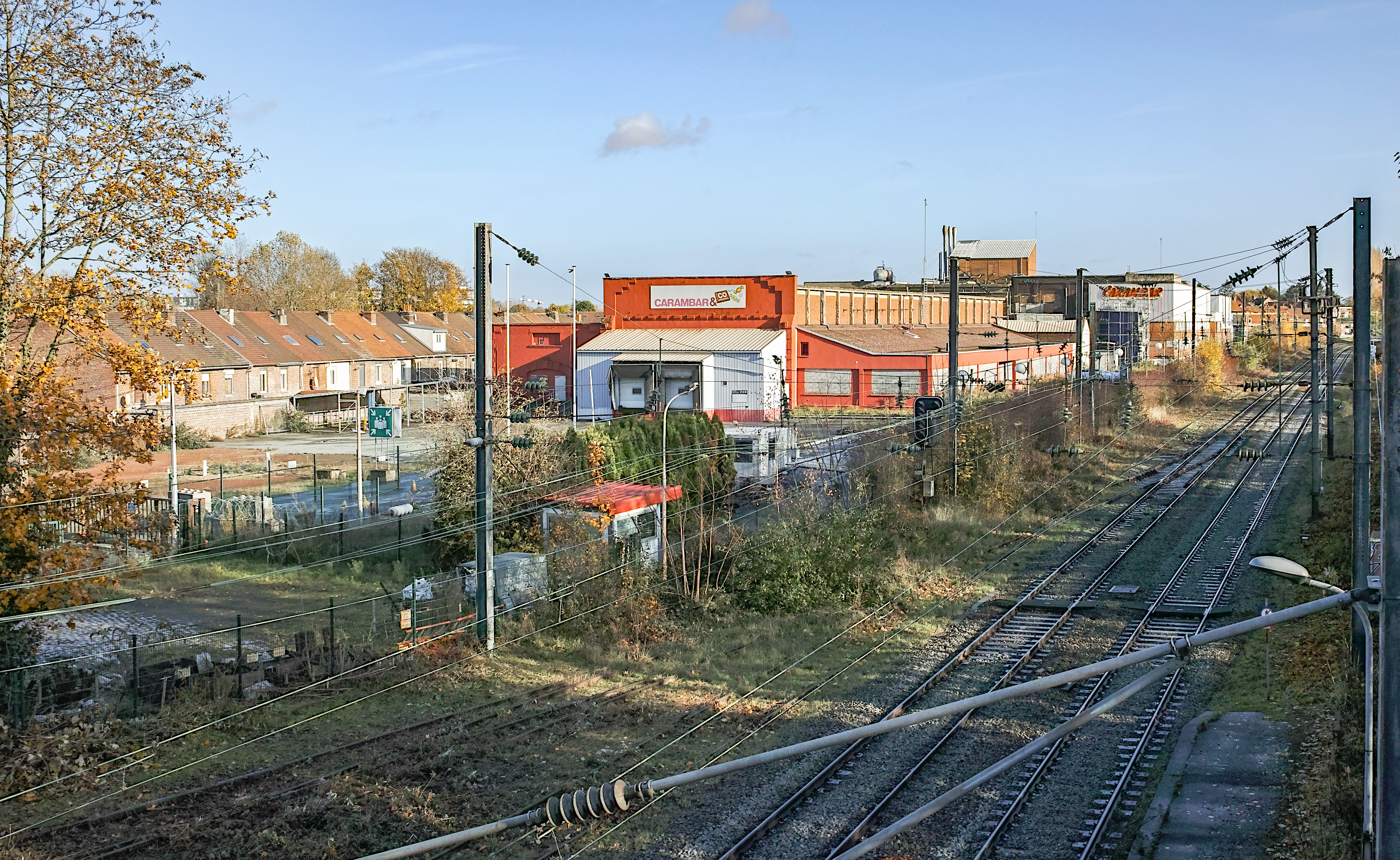
L'usine Carambar à Marcq-en-Barœul (en 2022).

Carambar est créé le 2 janvier 1954 à Marcq-en-Barœul par monsieur Fauchille dans l’usine de Chocolat Delespaul-Havez. Après une étude auprès d'enfants, il estime que ceux-ci aimeront les bonbons au caramel de forme allongée. Contrairement à certaines affirmations, il n'y a pas eu d'accident de mélange de caramel et de cacao tombés dans une machine déréglée. Cette machine fabrique une barre de caramel débitée à la longueur, d'où l'origine du nom Caram’Bar.
Au lancement, l'idée marketing est de faire un papier d'emballage rouge, fuchsia et jaune reconnaissable sur les comptoirs des épiceries avec un prix de 5 centimes, accessible à tous,. Le bonbon fait à l'origine 12 mm de large et 62 mm de long. Vinrent ensuite les points DH ; ceux-ci pouvait être échangés pour obtenir un lot en échange. En 1960, 300 millions de barres étaient vendues.
En 1965, la Générale Alimentaire achète l'entreprise Delespaul-Havez et la marque Carambar. En 1969, des blagues remplacent les points DH.
En 1972, Caram’Bar s’allonge. Sa taille passe de 6,2 à 10 cm pour 12 g[réf. souhaitée], rebaptisé  Super Caram'bar et un prix en conséquence (dix centimes au lieu de cinq centimes de franc)[réf. souhaitée]. En 1973, l'entreprise crée une version fruitée, avec des arômes artificiels : fraise, orange et citron. En 1977, l'apostrophe disparaît pour devenir Super Carambar et passe de 12 à 10,5 g toujours pour 10 cm. Une saveur réglisse est lancée mais c'est un échec commercial.[réf. souhaitée]
En 1980, la marque passe sous le giron de l'entreprise française Danone qui absorbe l'entreprise Générale alimentaire. En 1984, Super Carambar est rebaptisé « Carambar » et ne mesure plus que 8,5 cm[réf. souhaitée] pour 9,4 g. Lancement du Carambar goût cola en boulangeries[réf. souhaitée]. En 1990, sa taille est ramenée à 8 cm pour 8 g, taille qu'elle conserve jusqu'à présent.
En 1993, un Carambar de 405 cm pour 212 kg établit un record.
En 1998, Carambar passe sous le giron de l'entreprise britannique Cadbury.
Le 20 janvier 2010, l'entreprise américaine Kraft Foods rachète pour treize milliards d'euros la société Cadbury,. Du fait de ce rachat, Carambar est détenu par Kraft Foods. Puis le 1er octobre 2012, Carambar appartient au groupe américain Mondelēz International (issu d'une scission de l'américain Kraft Foods).
Le 23 octobre 2015, la société Mondelez International annonce qu'elle met en vente une partie de sa division confiserie et se sépare de la marque Carambar. En mai 2017, Carambar, Kréma, La Pie qui Chante, Vichy, Poulain et Suchard) sont cédées au fonds d'investissement français Eurazeo pour une valeur d'environ 250 millions d'euros. Ces marques sont regroupées au sein du groupe Carambar & Co.
La production annuelle de Carambar est de 900 millions de barres.

## Ingrédients et parfums
Lors de la reprise de la société par la compagnie Cadbury, de nouveaux Carambars sont apparus : entre autres le Carambar Bigou une variété à deux goûts, le Molo, plus riche en émulsifiants, l’Atomic, le Mini, le Flex et l'Eloustic aux goûts artificiels très marqués. Excepté le Mini, qui ne diffère que par sa taille, les autres ne sont pas confectionnés avec les mêmes ingrédients que le Carambar original. La confiserie originelle est réputée ferme et collante, ses déclinaisons modernes étant plus molles.  En 2022, une nouvelle formule plus tendre est distribuée (+ tendre même goût précise l'emballage). 
Ingrédients : 
- Mono- et diglycérides d'acides gras ;
- sirop de glucose ;
- lait écrémé concentré sucré ;
- sucre ;
- huile de coprah hydrogénée ;
- cacao maigre en poudre ;
- sel ;
- arôme artificiel ;
- gélatine ;
- cannelle.

## Évolution du prix
Dans les années 1960, un Carambar coûtait cinq centimes de franc. En 2021, il est commercialisé au prix de 15 centimes d'euros, ce qui correspond à un peu moins d'un nouveau franc. Ainsi, en l'espace de 40 ans, son prix a été multiplié par près de 20, mais pas à monnaie constante ; le prix du Carambar n'a, en parité de pouvoir d'achat, en réalité « qu'à peine » doublé. Si la taille du Carambar avait eu la même inflation que son prix, il mesurerait 80 cm et 6 mm.

## La «blague Carambar»

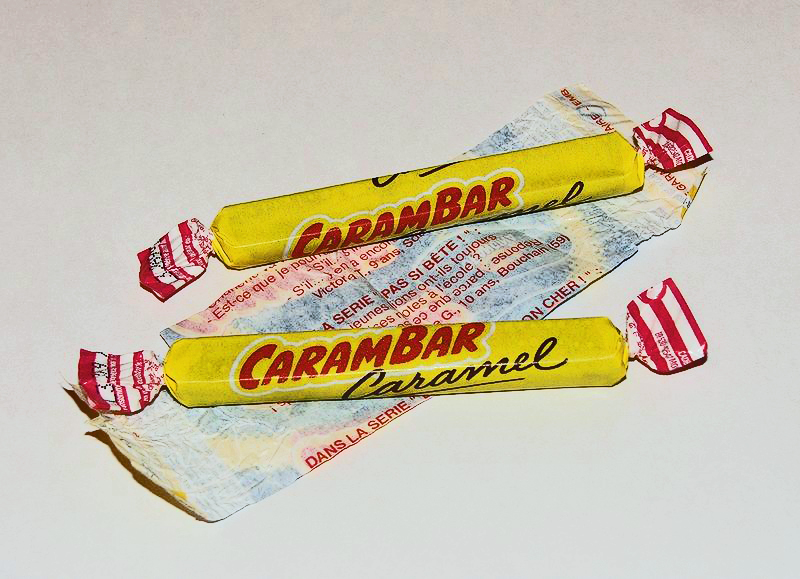
L'emballage est coupé à la chaîne, sans souci de centrage, aussi il n'y a souvent qu'une seule blague entièrement lisible.

À l'intérieur de l'emballage Carambar, se trouvent les « blagues Carambar ». La blague a été introduite en 1969, succédant à un système de points pour gagner des cadeaux, dit D. H. (Delespaul-Havez). La mise au point de ces traits d'humour relève à l'origine des écoliers.
La locution « blague Carambar » est apparue pour désigner un type d'humour potache et désuet. Selon la chaîne de télévision Arte, ces blagues feraient rire beaucoup de Français.
Le 21 mars 2013, la société annonce arrêter ses blagues, et les remplacer par des « jeux ludo-éducatifs ». L'information est reprise par toute la presse, et de très nombreuses voix s'élèvent contre cette décision, des pétitions étant même proposées. L'information n'était finalement qu'une blague de la marque organisée avec l'agence Fred & Farid Group, « la plus grande blague de l'année, ».
La marque est citée par le chanteur Renaud dans sa chanson Mistral gagnant.
En 2016, environ une centaine de blagues étaient en circulation dans les différents emballages de Carambars au nougat.
A partir de mai 2025, certaines blagues sont remplacées par des messages de prévention délivrés par les sapeurs pompiers, notamment sur la question des risques du quotidien et des incendies.

## Recettes

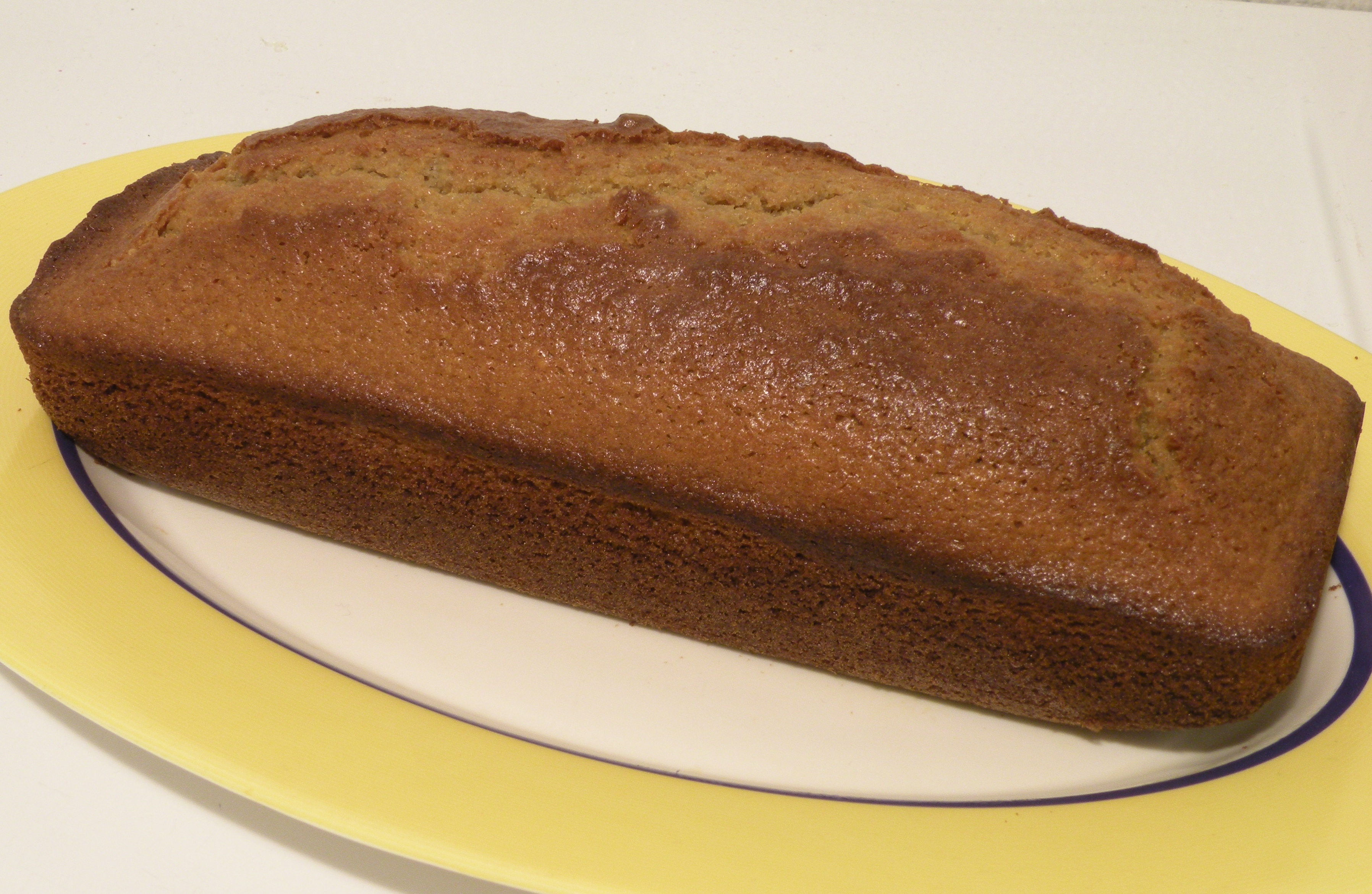
Un gâteau au Carambar.

### Cocktail
Il existe un cocktail à base de Carambar, la « Vodka Carambar » qui consiste en la dissolution de bonbons Carambar dans une bouteille de vodka. On trouve aussi une recette équivalente avec du rhum.

### Gâteaux et autres recettes
Il existe aussi des recettes de gâteaux au Carambar,.